# Michael Reda
Michael Reda, conocido también como Mohammad Taan Reda (en árabe: محمد طعان رضا‎; Sídney, Australia; 30 de diciembre de 1972), es un exfutbolista de Líbano nacido en Australia que jugaba en la posición de centrocampista.

## Carrera

### Club
| Periodo   | Club                          |
| --------- | ----------------------------- |
| 1989–1990 | APIA Leichhardt               |
| 1991–1995 | Parramatta Eagles             |
| 1993      | → Rockdale City Suns (cedido) |
| 1994      | → Adelaide City FC (cedido)   |
| 1995–1996 | Morwell Falcons               |
| 1996–1999 | Wollongong Wolves             |
| 1999–2000 | Melbourne Knights             |
| 2000      | → Fairfield Bulls (cedido)    |
| 2001–2002 | Homenetmen Beirut             |
| 2002–2003 | Olympic Beirut                |

### Selección nacional
Jugó para Líbano en ocho ocasiones en 2000 y participó en la Copa Asiática 2000.

## Logros
Parramatta
- NSL Cup: 1993–94
- NSL Challenge Cup: 1994

Adelaide City
- National Soccer League: 1993–94

Wollongong Wolves
- Waratah Cup: 1997

Olympic Beirut
- Lebanese Premier League: 2002–03
- Lebanese FA Cup: 2002–03